# Puchar Polski w piłce nożnej (1969/1970)
Puchar Polski w piłce nożnej mężczyzn w sezonie 1969/1970 – 16. edycja rozgrywek, mających na celu wyłonienie zdobywcy Pucharu Polski, który uzyska tym samym prawo gry w Pucharze Zdobywców Pucharów w sezonie 1970/71. Zwycięzcą rozgrywek został Górnik Zabrze, dla którego był to czwarty Puchar Polski w historii klubu. 
Mecz finałowy odbył się 5 sierpnia 1970 na Stadionie Śląskim w Chorzowie.

## I runda
| Drużyna 1                             | Wynik          | Drużyna 2          |
| ------------------------------------- | -------------- | ------------------ |
| BKS Bydgoszcz                         | 0:0 pd. k. 5:3 | Włókniarz Łódź     |
| Światowid Łobez                       | 2:2 pd. k. 2:5 | Olimpia Poznań     |
| Odra II Opole                         | 0:1            | Górnik Wałbrzych   |
| Włókniarz Pabianice                   | 1:4            | Górnik Radlin      |
| Śląsk II Wrocław                      | 0:1 pd.        | Garbarnia Kraków   |
| Górnik Wesoła                         | 2:4            | Unia Racibórz      |
| Unia Tczew                            | 1:2            | Arkonia Szczecin   |
| Wigry Suwałki                         | 0:2            | Zawisza Bydgoszcz  |
| Górnik Wieliczka                      | 1:2            | Urania Ruda Śląska |
| Lublinianka Lublin                    | 1:0            | Unia Tarnów        |
| Polonia Warszawa                      | 1:3            | Warta Poznań       |
| Start Działdowo                       | 1:4            | ŁKS Łódź           |
| Star Starachowice                     | 2:0            | ROW Rybnik         |
| Siemianowiczanka Siemianowice Śląskie | 3:0            | Śląsk Wrocław      |
| Karpaty Krosno                        | 2:1            | Motor Lublin       |
| Arka Nowa Sól                         | 4:0            | Hutnik Nowa Huta   |
| Victoria Sianów                       | 2:5 pd.        | Arka Gdynia        |

Piłkarska centrala zapomniała (?!) uwzględnić przy tworzeniu drabinki PP klubów, które spadły z drugiej ligi. Tak więc Lech Poznań, Górnik Wojkowice, Piast Gliwice oraz Start Łódź zostały pominięte w tej edycji PP. 

## 1/16 finału
Do rywalizacji dołączyły drużyny z I ligi.
| Drużyna 1                             | Wynik          | Drużyna 2          |
| ------------------------------------- | -------------- | ------------------ |
| Lublinianka Lublin                    | 1:0            | Gwardia Warszawa   |
| Arka Nowa Sól                         | 0:1            | Szombierki Bytom   |
| Górnik Wałbrzych                      | 1:0 pd.        | Wisła Kraków       |
| Stal Mielec                           | 4:0            | GKS Katowice       |
| Karpaty Krosno                        | 1:0            | Garbarnia Kraków   |
| Arkonia Szczecin                      | 0:2            | Odra Opole         |
| Star Starachowice                     | 4:1            | Cracovia           |
| Warta Poznań                          | 1:0 pd.        | Zawisza Bydgoszcz  |
| Arka Gdynia                           | 0:1            | Zagłębie Sosnowiec |
| Olimpia Poznań                        | 1:0            | Zagłębie Wałbrzych |
| ŁKS Łódź                              | 0:0 pd. k. 2:3 | Pogoń Szczecin     |
| Unia Racibórz                         | 1:0            | Polonia Bytom      |
| Siemianowiczanka Siemianowice Śląskie | 0:2            | Górnik Zabrze      |
| Urania Ruda Śląska                    | 2:1            | Stal Rzeszów       |
| BKS Bydgoszcz                         | 1:2            | Legia Warszawa     |
| Górnik Radlin                         | 0:2            | Ruch Chorzów       |

## 1/8 finału
| Drużyna 1          | Wynik          | Drużyna 2          |
| ------------------ | -------------- | ------------------ |
| Stal Mielec        | 5:1            | Karpaty Krosno     |
| Lublinianka Lublin | 4:1            | Olimpia Poznań     |
| Unia Racibórz      | 1:6            | Zagłębie Sosnowiec |
| Warta Poznań       | 1:0            | Star Starachowice  |
| Ruch Chorzów       | 3:1            | Odra Opole         |
| Górnik Wałbrzych   | 0:0 pd. k. 4:5 | Urania Ruda Śląska |
| Górnik Zabrze      | 2:0            | Pogoń Szczecin     |
| Szombierki Bytom   | 2:2 pd. k. 4:5 | Legia Warszawa     |

## Ćwierćfinały
| Drużyna 1          | Wynik dwumeczu | Drużyna 2          | Pierwszy mecz | Drugi mecz |
| ------------------ | -------------- | ------------------ | ------------- | ---------- |
| Stal Mielec        | 4:4 br. wyj.   | Ruch Chorzów       | 4:3           | 0:1        |
| Warta Poznań       | 0:1            | Zagłębie Sosnowiec | 0:0           | 0:1        |
| Lublinianka Lublin | 3:6            | Górnik Zabrze      | 1:1           | 2:5        |
| Urania Ruda Śląska | 0:1            | Legia Warszawa     | 0:0           | 0:1        |

## Półfinały
| Drużyna 1          | Wynik dwumeczu | Drużyna 2     | Pierwszy mecz | Drugi mecz |
| ------------------ | -------------- | ------------- | ------------- | ---------- |
| Legia Warszawa     | 1:3            | Ruch Chorzów  | 0:0           | 1:3        |
| Zagłębie Sosnowiec | 1:2            | Górnik Zabrze | 0:2           | 1:0        |

## Finał
Spotkanie finałowe odbyło się 5 sierpnia 1970 na Stadionie Śląskim w Chorzowie. Frekwencja na stadionie wyniosła 50 000 widzów. Mecz sędziował Mieczysław Świstek z Rzeszowa. Mecz zakończył się zwycięstwem Górnika Zabrze 3:1. Bramki dla Górnika zdobyli Włodzimierz Lubański w 47. minucie z rzutu karnego, Jan Banaś w 53. minucie oraz Władysław Szaryński w 66. minucie. Bramkę dla Ruchu strzelił Józef Gomoluch w 19. minucie. 
| 5 sierpnia 1970 | Górnik Zabrze · Lubański 47' (k) · Banaś 53' · Szaryński 66' | 3:10:1Raport | Ruch Chorzów · Gomoluch 19' | Stadion Śląski, Chorzów Widzów: 50 000 Sędzia: Mieczysław Świstek (Rzeszów) |
|                 |                                                              |              |                             |                                                                             |

| GÓRNIK ZABRZE |  |                      |  |     |
|               |  |                      |  |     |
|               |  |                      |  |     |
| BR            |  | Hubert Kostka        |  |     |
| OB            |  | Rainer Kuchta        |  |     |
| OB            |  | Stanisław Oślizło    |  |     |
| OB            |  | Henryk Latocha       |  |     |
| OB            |  | Stefan Florenski     |  |     |
| PO            |  | Erwin Wilczek        |  |     |
| PO            |  | Zygfryd Szołtysik    |  |     |
| PO            |  | Alojzy Deja          |  | 46' |
| NA            |  | Władysław Szaryński  |  |     |
| NA            |  | Włodzimierz Lubański |  |     |
| NA            |  | Jan Banaś            |  |     |
| Rezerwowi     |  |                      |  |     |
| PO            |  | Alfred Olek          |  | 46' |
| Trener:       |  |                      |  |     |
| Ferenc Szusza |  |                      |  |     |

| RUCH CHORZÓW  |  |                    |  |     |
|               |  |                    |  |     |
| BR            |  | Henryk Pietrek     |  | 58' |
| OB            |  | Antoni Piechniczek |  |     |
| OB            |  | Jerzy Wyrobek      |  |     |
| OB            |  | Antoni Nieroba     |  |     |
| OB            |  | Bernard Bem        |  |     |
| PO            |  | Zygmunt Maszczyk   |  |     |
| PO            |  | Bronisław Bula     |  |     |
| PO            |  | Józef Gomoluch     |  |     |
| NA            |  | Joachim Marx       |  | 73' |
| NA            |  | Edward Herman      |  |     |
| NA            |  | Eugeniusz Faber    |  |     |
| Rezerwowi:    |  |                    |  |     |
| BR            |  | Jacek Kurowski     |  | 58' |
| NA            |  | Eugeniusz Nagiel   |  | 73' |
| Trener:       |  |                    |  |     |
| Tadeusz Foryś |  |                    |  |     |

| Puchar Polski (1969/70)     |
| --------------------------- |
| Górnik Zabrze Czwarty Tytuł |